# Dan LaCouture
Daniel Scott „Dan“ LaCouture (* 18. April 1977 in Hyannis, Massachusetts) ist ein ehemaliger US-amerikanischer Eishockeyspieler, der im Verlauf seiner aktiven Karriere zwischen 1996 und 2011 unter anderem 343 Spiele für die Edmonton Oilers, Pittsburgh Penguins, New York Rangers, Boston Bruins, New Jersey Devils und Carolina Hurricanes in der National Hockey League (NHL) auf der Position des linken Flügelstürmers bestritten hat. Seinen größten Karriereerfolg feierte LaCouture jedoch im Trikot der U20-Nationalmannschaft der Vereinigten Staaten mit dem Gewinn der Silbermedaille bei der Junioren-Weltmeisterschaft 1997.

## Karriere
LaCouture spielte zunächst zwischen 1994 und 1996 in der unterklassigen Juniorenliga New England Junior Hockey League (NEJHL) bei den Springfield Olympics und wurde anschließend als 29. Spieler insgesamt im NHL Entry Draft 1996 von den New York Islanders aus der National Hockey League (NHL) ausgewählt. Nach dem Draft besuchte der Stürmer ein Jahr die Boston University. Noch vor seinem NHL-Debüt wurde das Talent im August 1997 im Tausch für Mariusz Czerkawski zu den Edmonton Oilers transferiert.
Zum Wechsel in den Profibereich gehörte der US-Amerikaner damit der Organisation der Edmonton Oilers an, stand jedoch den Großteil der ersten drei Spielzeiten für deren Farmteam, die Hamilton Bulldogs, in der American Hockey League (AHL) auf dem Eis. Erst zur Saison 2000/01 schaffte LaCouture den Sprung in den Kader der Oilers und damit zum Stammspieler in der NHL. Ein erneuter Transfer im März 2001 im Tausch für Sven Butenschön brachte den Offensivspieler zu den Pittsburgh Penguins. Dort stand er zwei Jahre bis zum Februar 2003 unter Vertrag, ehe er erneut Teil eines Transfergeschäfts – einem der größten der NHL der 2000er-Jahre – wurde. Gemeinsam mit Alexei Kowaljow, Mike Wilson und Janne Laukkanen wechselte er zu den New York Rangers, während Joël Bouchard, Richard Lintner, Rico Fata und Mikael Samuelsson nach Pittsburgh kamen. Die Rangers ließen seinen Vertrag am Ende der Saison 2003/04 auslaufen.
Während der ausgefallenen NHL-Saison 2004/05 spielte LaCouture erstmals für die Providence Bruins aus der American Hockey League. Anschließend zog es den Amerikaner erstmals nach Europa, wo er kurze Zeit für den Schweizer Klub HC Davos in der Nationalliga A (NLA) spielte. Anschließend nahmen ihn die Boston Bruins, der NHL-Kooperationspartner Providences, bis zum Ende der Spielzeit 2005/06 unter Vertrag. Nachdem er einen Großteil der Saison 2006/07 bei den Lowell Devils, dem Farmteam der New Jersey Devils, in der AHL verbracht hatte, führte ihn sein Weg ein zweites Mal in die Schweiz. Beim HC Lugano kam er jedoch nur auf 15 Einsätze in der gesamten Saison 2007/08, da er meist als überzähliger Ausländer auf der Tribüne saß. Zuvor hatte er einen Vertrag bei den Anaheim Ducks erhalten, der jedoch aufgelöst wurde, nachdem LaCouture nicht für deren Farmteam Portland Pirates auflaufen wollte.
Im Oktober 2008 unterschrieb LaCouture einen Einjahresvertrag bei den Carolina Hurricanes, der auch für deren Farmteam Albany River Rats gültig war, wechselte jedoch im Januar 2009 in die Kontinentale Hockey-Liga (KHL) zu Barys Astana aus Kasachstan. Nachdem er im Sommer 2009 keinen neuen Verein gefunden hatte, wurde er im November desselben Jahres erneut von den Providence Bruins verpflichtet. Im September 2010 wurde LaCouture von Lørenskog IK aus der norwegischen GET-ligaen unter Vertrag genommen. Nach dem Spieljahr beendete der 34-Jährige im Sommer 2011 seine aktive Karriere.

### International
Für sein Heimatland nahm LaCouture im Juniorenbereich mit der U20-Nationalmannschaft der Vereinigten Staaten an der Junioren-Weltmeisterschaft 1997 in der Schweiz teil und gewann dort die Silbermedaille. Im Seniorenbereich stand der Stürmer bei der Weltmeisterschaft 2002 in Schweden auf dem Eis.

## Erfolge und Auszeichnungen
- 1997 Silbermedaille bei der Junioren-Weltmeisterschaft
- 1997 Lamoriello-Trophy-Gewinn mit der Boston University

## Karrierestatistik

### International
Vertrat die USA bei:
- Junioren-Weltmeisterschaft 1997
- Weltmeisterschaft 2002

(Legende zur Spielerstatistik: Sp oder GP = absolvierte Spiele; T oder G = erzielte Tore; V oder A = erzielte Assists; Pkt oder Pts = erzielte Scorerpunkte; SM oder PIM = erhaltene Strafminuten; +/− = Plus/Minus-Bilanz; PP = erzielte Überzahltore; SH = erzielte Unterzahltore; GW = erzielte Siegtore; 1 Play-downs/Relegation; Kursiv: Statistik nicht vollständig)